# Prokletstvo Grimaldijevih
Prokletstvo Grimaldijevih, legenda o prokletstvu bačenom na članove monegaške dinastije Grimaldi i njihove potomke koje traje do danas. Nekoliko je verzija same priče. Prema prvoj, kletva je bačena na prvog iz obitelji Françoisa Grimaldija, zvanog Lukavac († 1309.) koji je 1297. godine osvojio na prijevaru monegašku tvrđavu prerušen u franjevačkog redovnika nakon čega su ga prokleli branitelji utvrde. Druga legenda pripovijeda o kletvi koju je na vladara Rainiera I. (1267.-1314.) bacila flamanska vještica koju je oteo i silovao. Navodno je izrekla: Nikada Grimaldijevi neće imati istinsku sreću u braku.
Utjecaj na širenje te legende imali su i brojni događaji koji su se dogodili u okviru obitelji posljednjih desetljeća. Godine 1949. izumrla je ženska linija obitelji, Matignon-Grimaldi (muška linija je izumrla još 1731. godine), smrću kneza Luja II. (1922.-1949.). On nije imao sina, već izvanbračnu kćer Charlotte (1898.-1977.) te ga je naslijedio njegov unuk, knez Rainier III. (1949.-2005.), čiji su roditelji, spomenuta Charlotte i grof Pierre od Polignaca (1895.-1964.) bili u nesretnom braku zbog Pierrove prikrivane homoseksualnosti.
Brak kneza Rainiera III. i nekadašnje holivudske glumice Grace Kelly također nije bio previše sretan, a završio je tragično, njenom smrću u prometnoj nesreći 1982. godine kada je njen automobili sletio s litice. Njihova djeca su također imala brojne veze, afere te nesretne brakove ili brakove koji su završavali tragično. Najstarija kći, princeza Caroline nije dugo ostala u prvom braku s francuskim plejbojem Philippeom Junotom. Burni brak se raspao nakon svega dvije godine. Nekoliko godina kasnije udala se za Stefana Casiraghija, sina bogatog talijanskog biznismena, s kojim je imala troje djece. Činilo se da je s njime našla sreću, ali brak je tragično završio 1990. godine kada je Stefano smrtno stradao u sudaru glisera. Godine 1999. udala se za hanoverskog princa Ernsta Augusta s kojim ima jednu kćer, ali i taj brak obilježen skandalima.
Mlađa kći princeza Stéphanie imala je čitav niz burnih i skandaloznih veza, a jednom prilikom je pobjegla s cirkusom zato što se zaljubila u dresera slonova, a potom se 2002. godine udala za njegovog cirkuskog kolegu i razvela se dvije godine kasnije.
Sin i nasljednik prijestolja, aktualni knez Albert II. dugo je izbjegavao brak i imao je sporadične veze s više žena, od kojih su neke bile i poznate osobe, poput Claudiju Schiffer, Naomi Campbell, Brooke Shields, Bo Derek i Kylie Minogue. Imao je i nekoliko afera sa ženama s kojima je dobio barem dvoje izvanbračne djece (Jazmin Grace Grimaldi i Alexandre Coste). Konačno se oženio 2011. godine s bivšom južnoafričkom plivačicom Charlene Wittstock, s kojom ima dvoje zakonite djece, ali prema medijima taj brak nije sretan, što potvrđuju i česta izbivanja njegove supruge iz Monaka.